# Lyudmyla Panchuk
Lyudmyla Mykhajlivna Panchuk (em ucraniano:Людмила Михайлiвна Панчук: Kiev, 18 de janeiro de 1956) é uma ex-handebolista soviética, campeã olímpica.

## Carreira
Ela fez parte da geração soviética campeã das primeira Olimpíada do handebol feminino, em Montreal 1976, com um total de 13 gols, em 5 jogos.